# 天ぷらラーメン

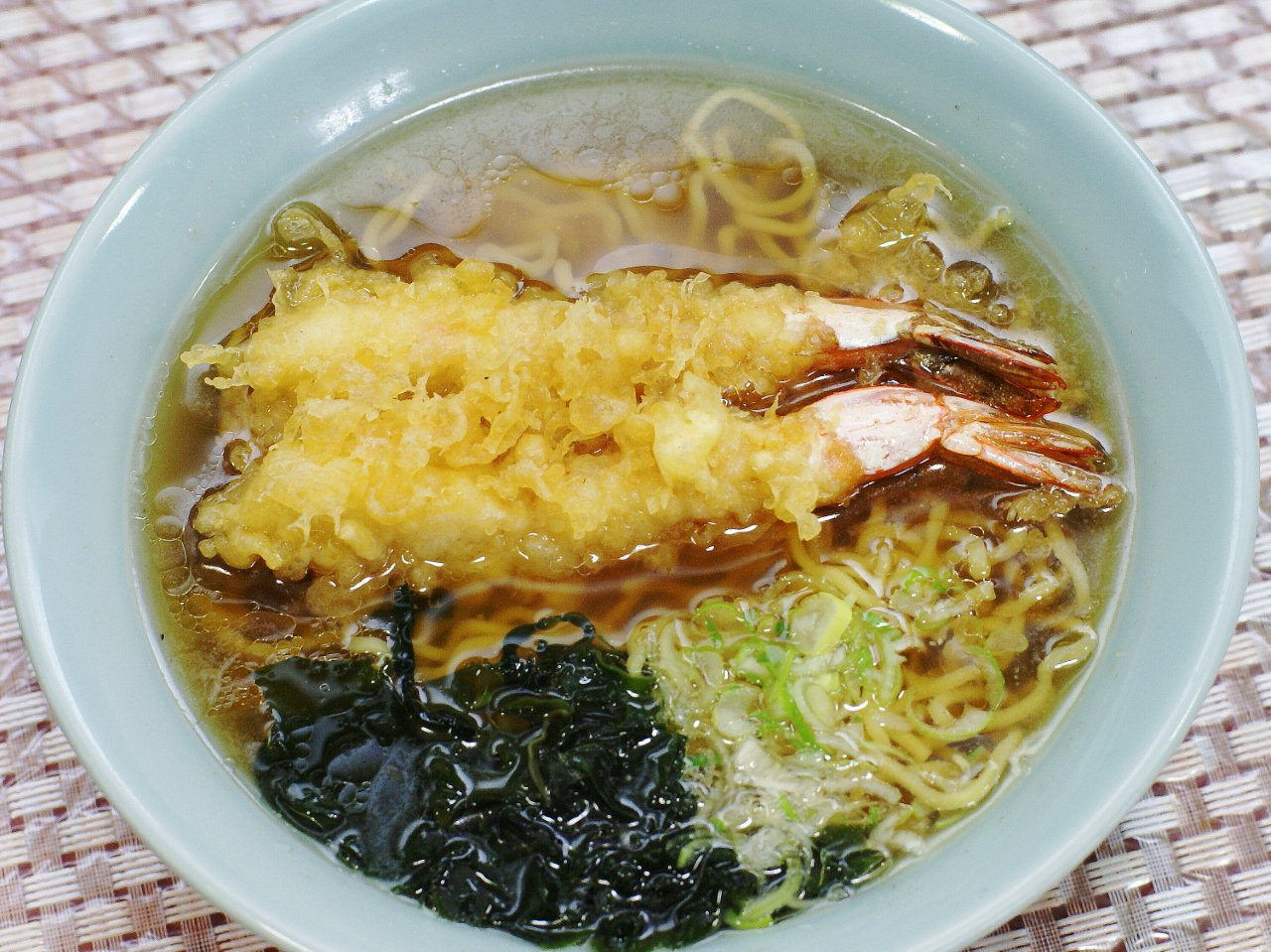
積丹半島の天ぷらラーメン

天ぷらラーメン（てんぷらラーメン）とは、北海道西部の後志総合振興局に位置する積丹半島地域などで食べられているラーメンである。

## ラーメンの特徴
鶏ガラや鰹節などをベースとした塩味、または、醤油味のあっさりしたスープに、縮れの緩い中細麺、または、中太麺が組み合わされ、具に揚げたてのエビの天ぷらが1本ないし2本トッピングされるのが特徴である。
天ぷらから相当量の油が滲み出るため、あっさりした塩味や醤油味のスープとの組み合わせが多いが、味噌味を提供している店もある。エビの天ぷら以外の具は、ネギとメンマのみとするシンプルなものが基本となっているが、チャーシュー、ナルト、麩、ワカメなど数種類の具をのせる店もある。

## 歴史
発祥については諸説あるが、1940年頃、北海道岩内郡岩内町で営業していた福井庵という蕎麦屋が、「天ぷらそばの天ぷら（かき揚げと思われる）をラーメンに入れてけれや」との常連客からの注文に応じてメニュー化したものが評判になり、これが町内の他の飲食店にひろがったとの説が有力である。1950年代初頭には、岩内町の多くの大衆食堂などでかき揚げをのせたラーメンが一般的に供されるようになっており、これが現在の天ぷらラーメンのルーツとされている。この当時、ラーメンに乗せていたかき揚げは、近海で捕れた魚介類を使ったものが主流であったが、1980年頃からは、かき揚げに替わってエビの天ぷらをのせるようになった。これは、かき揚げに比べてエビの天ぷらのほうが見映えがして贅沢な感じがすることや、輸入冷凍エビが安定的に流通するようになり、仕入れや在庫管理が容易であることなどが理由とされている。
現在では、岩内郡岩内町及び共和町、古宇郡泊村、古平郡古平町、積丹郡積丹町などの積丹半島地域のほか、近接する虻田郡倶知安町などで、ラーメン専門店ではなく、大衆食堂や蕎麦店などで提供されている。

## 主な天ぷらラーメン提供店
- ささや（岩内町）
- ぼたん食堂（岩内町）
- 大浜食堂（岩内町）
- レストプラザ松尾（岩内町）
- マリンレストランセイラー（岩内町）
- グリーンパークいわない（岩内町）※2021年閉店
- キッチンマカロニ（岩内町）
- 若葉（共和町）
- 升金食堂（共和町）
- 平安荘（泊村）
- かねまたみまたそば（倶知安町）
- カムイ番屋（積丹町）
- 堀食堂（古平町）※2017年閉店
- 金兵衛食堂 (千葉県銚子市)
- 春日部ラーメン（埼玉県春日部市、東武野田線春日部駅構内）